# The World as I See It (bài hát)
"The World as I See It" là bài hát của ca sĩ người Mỹ Jason Mraz. Nó được phát hành trên iTunes vào ngày 20 tháng 9 năm 2011 như đĩa đơn đầu tiên từ album phòng thu thứ tư của anh. Bài hát là bản nhạc nền chính cho chiến dịch "In Search of Incredible" của Intel và ASUS.

## Danh sách track
- Tải nhạc số[1]

1. "The World as I See It" – 3:57

## Bảng xếp hạng
| Bảng xếp hạng (2011) | Vị trí cao nhất |
| -------------------- | --------------- |
| Korea K-Pop Hot 100  | 35              |

## Lịch sử phát hành
| Quốc gia | Ngày phát hành      | Định dạng   | Nhãn     |
| -------- | ------------------- | ----------- | -------- |
| Hoa Kỳ   | 20 tháng 9 năm 2011 | Tải nhạc số | Atlantic |